# Schallenburg (Brühl)
Die Schallenburg liegt in Brühl im Stadtteil Schwadorf und ist eines der wenigen noch bewohnten Wasserschlösser im Rheinland.

## Geschichte
Die als Niederungsburg erbaute Anlage wurde erstmals im 12. Jahrhundert erwähnt. Der Name der Schallenburg weist auf die Kölner Patrizierfamilie von Schall zu Bell als ursprüngliche Besitzer hin. Das heutige Gebäude wurde 1694 erneuert. Ende des 18. Jahrhunderts ging das Hauptgebäude an die bürgerliche Familie Spürck. 1835 verkaufte Arnold Spürck sie weiter. Der Park und die Wirtschaftsgebäude wurden im 19. Jahrhundert errichtet.

## Beschreibung

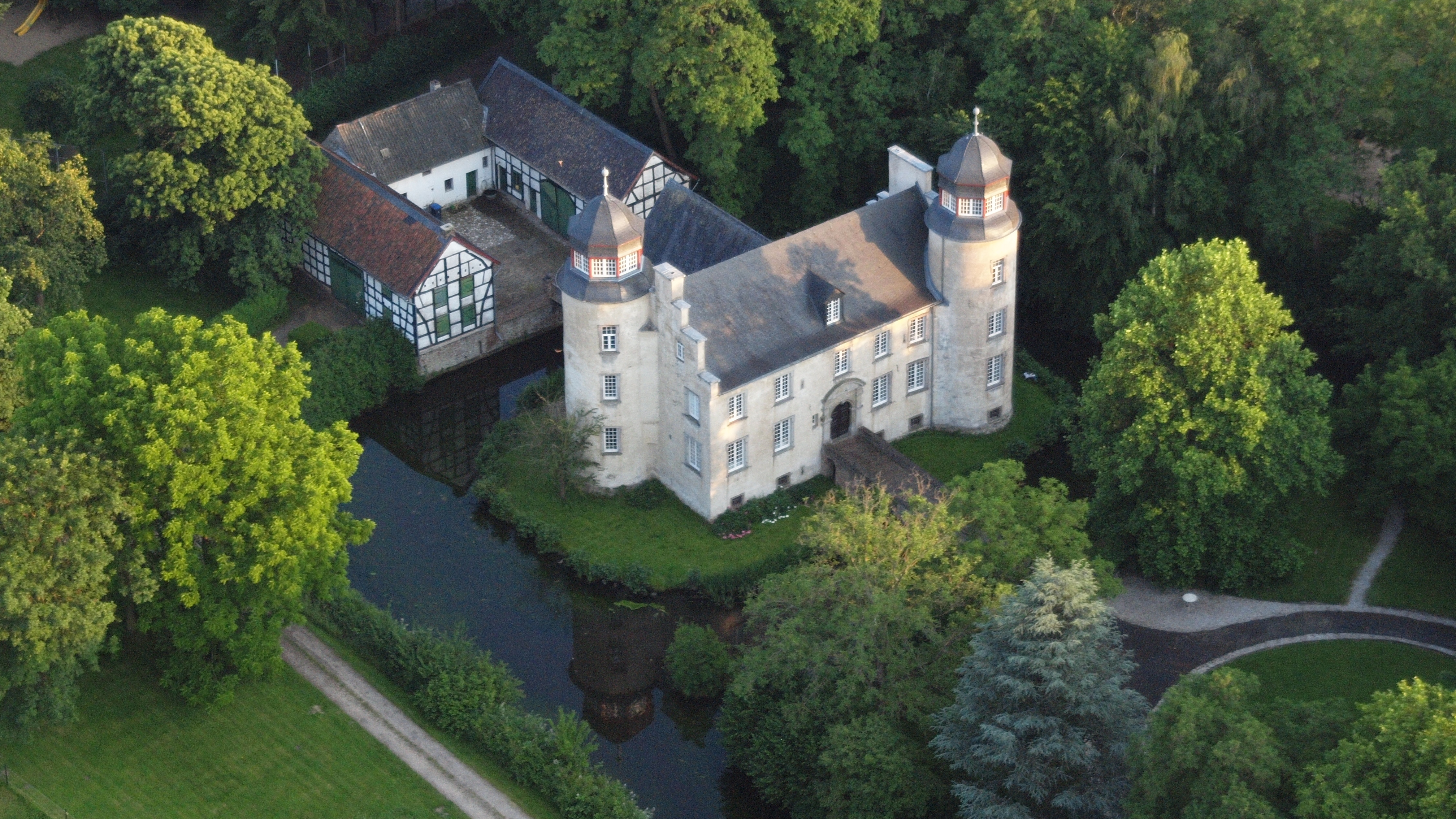
Schallenburg, Luftaufnahme 2014

Die denkmalgeschützte zweiteilige Anlage ist ein querrechteckiger, zweigeschossiger, fünfachsiger, verputzter Backsteinbau mit zwei gegenüberstehenden, runden, dreigeschossigen Ecktürmen mit dreiflügeliger Vorburg aus Fachwerk. Da die Burg in Privatbesitz ist, kann sie nicht besichtigt werden und ist durch einen Zaun von Besuchern getrennt.